# الرابطة التونسية المحترفة لكرة القدم للسيدات 2009–10
الرابطة التونسية المحترفة لكرة القدم للسيدات 2009–10 هو الموسم 6 من بطولة الرابطة التونسية المحترفة لكرة القدم للسيدات. يلعب فيه أفضل 10 ناديا تونسيا في مجموعة واحدة. نادي الجمعية الرياضية النسائية بالساحل هو حامل اللقب وخصومه الرئيسيين للفوز النهائي هم الجمعية الرياضية لبنك الإسكان و نادي الخطوط التونسية.
فاز بهذا الموسم نادي الجمعية الرياضية لبنك الإسكان لأول مرة في تاريخه.

## الأندية المشاركة
- الجمعية الرياضية لبنك الإسكان
- نادي الخطوط التونسية
- المعهد العالي للرياضة والتربية البدنية بالكاف
- الجمعية الرياضية النسائية بالساحل
- الاتحاد الرياضي التونسي
- الجمعية الرياضية النسائية بمدنين
- الرباط الرياضي المنستيري
- الملعب النسائي القيرواني
- الجمعية الرياضية للبريد والبرق والهاتف ببنزرت
- لبتيس الرياضية النسائية بلمطة

## روابط خارجية
- الموقع الرسمي للجامعة التونسية لكرة القدم.
- الرابطة التونسية المحترفة لكرة القدم للسيدات على موقع مؤسسة إحصاءات وثيقة لرياضة كرة القدم